# El Oso (Spanyolország)
El Oso egy község Spanyolországban, Ávila tartományban. El Oso Hernansancho, Gotarrendura, Las Berlanas, Riocabado, Cabizuela és San Pascual községekkel határos. Lakosainak száma 129 fő (2024).

## Népesség
A település népessége az utóbbi években az alábbiak szerint változott:
| Lakosok száma | 229  | 220  | 199  | 198  | 212  | 187  | 173  | 160  | 149  | 129  |
|               | 2001 | 2004 | 2006 | 2009 | 2011 | 2014 | 2016 | 2019 | 2021 | 2024 |